# Echalar
Echalar (em castelhano) ou Etxalar (em basco) é um município da Espanha na província e comunidade foral (autónoma) de Navarra. Tem 46,28 km² de área e em 2021 tinha 828 habitantes (densidade: 17,9 hab./km²).

## Demografia
| Variação demográfica do município entre 1991 e 2004 | Variação demográfica do município entre 1991 e 2004 | Variação demográfica do município entre 1991 e 2004 | Variação demográfica do município entre 1991 e 2004 |
| --------------------------------------------------- | --------------------------------------------------- | --------------------------------------------------- | --------------------------------------------------- |
| 1991                                                | 1996                                                | 2001                                                | 2004                                                |
| 859                                                 | 837                                                 | 779                                                 | 803                                                 |